# Віна (музичний інструмент)

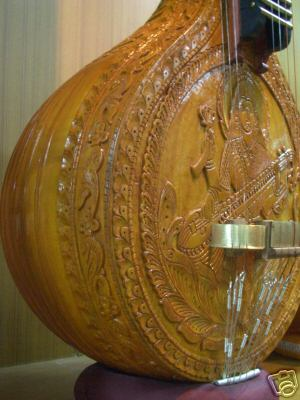

Ві́на — стародавній індійський щипковий (плекторний) музичний інструмент.
Має форму лютні. У найпоширенішої моделі 24 лади, 4 головних струни, що проходять через кобилку і 3 додаткових, які через кобилку не проходять і використовуються для ритмічного акомпанементу.
Вважається важким для вивчення інструментом і вимагає багаторічної практики.
Індійську богиню Сарасваті, що вважається покровителькою мистецтв, часто зображують з віною в руці.